# Koichi Kishi
Koichi Kishi (født 31. marts 1909 i Osaka Japan, død 17. november 1937) var en japansk komponist, dirigent og violinist.
Kishi lærte tidligt violin af sin moder, og studerede senere på Swiss National Music Academy og i Berlin.
Han blev ven med Wilhelm Furtwängler, og assisterede for denne som dirigent for Berliner Philharmonikerne.
Kishi som døde meget ung, nåede at komponere en symfoni, orkesterværker, instrumentalværker og sange.

## Værker
- Symfoni "Buddha" (1934) - for orkester
- Violinkoncert  (1933) - for violin og orkester
- "Syv japanske sange" (19?) - sange
- "Japansk suite" (19?) - for orkester